# Christophorus Tri Harsono

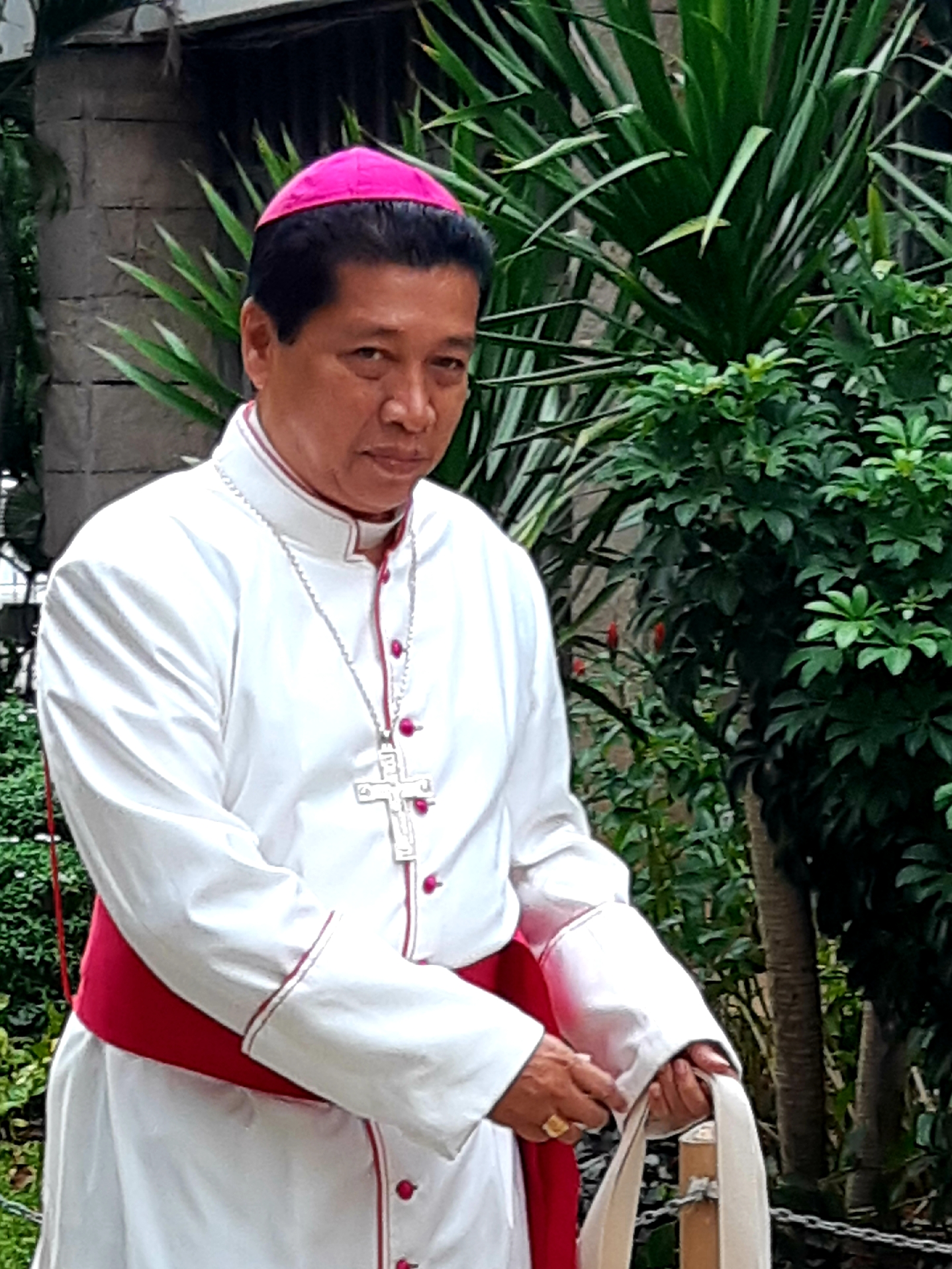
Christophorus Tri Harsono, 2018

Christophorus Tri Harsono (* 18. Januar 1966 in Bogor, Indonesien) ist ein indonesischer Geistlicher und römisch-katholischer Bischof von Purwokerto.

## Leben
Nach dem Besuch des Kleinen Seminars Stella Maris in Bogor studierte er Philosophie und Theologie an der Katholischen Universität von Bandung und empfing am 5. Februar 1995 das Sakrament der Priesterweihe für das Bistum Bogor.
Von 1996 bis 1998 war er Lehrer am Kleinen Seminar in Bogor und als Seelsorger in der Pfarrei Rangkas Bitung tätig. Anschließend studierte er bis 2001 in Rom und Kairo Islamwissenschaft. Von 2001 bis 2014 war er Rektor und Lehrer des Großen Seminars in Bogor, daneben Dozent der Islamwissenschaft. Ab 2014 war er Generalvikar der Diözese Bogor.
Am 14. Juli 2018 ernannte ihn Papst Franziskus zum Bischof von Purwokerto. Die Bischofsweihe spendete ihm am 16. Oktober 2018 in Purwokerto der Erzbischof von Semarang, Robertus Rubiyatmoko; Mitkonsekratoren waren Henricus Pidyarto Gunawan OCarm, Bischof von Malang, und Paskalis Bruno Syukur OFM, Bischof von Bogor.
Papst Leo XIV. ernannte ihn am 3. Juli 2025 zum Mitglied des Dikasteriums für den Interreligiösen Dialog.